# Webb City (Oklahoma)
Webb City – miasto w Stanach Zjednoczonych, w stanie Oklahoma, w hrabstwie Osage.